# 魔鬼終結者：未來救贖
是一部2009年美國軍事科幻動作電影，由麥可吉執導，約翰·布蘭卡托與麥可·費里斯編劇。本片是「未來戰士電影系列」的第四部作品。克里斯汀·貝爾飾演成年版的約翰·康納，以及山姆·沃辛頓飾演人類與機器人的混種人馬可仕·萊特（Marcus Wright），安東·葉爾欽飾演首集英雄凱爾·瑞斯的年輕版本。T-800型終結者則分別是以阿諾·史瓦辛格與羅蘭·奇金格的身體为蓝本并用电脑技术模拟。
這部電影為本系列的續集，时间點設定在現在2018年，跳脫前三部曲系列的架構模式，劇情著重於審判日後人類與天網間的戰爭，環繞在機器人與人類角色間的定位，約翰·康納如何成為世界的救世主。

## 劇情
2003年，死刑犯馬可仕·莱特（萨姆·沃辛顿）準備被執行注射死刑，臨刑前Cyberdyne系统的小威高根博士（海伦娜·伯翰·卡特）说服馬可仕死後捐出他的身体作為医学研究。一年后，天网系统被啟動，認為人类是一种威胁，因此發動核戰爭消滅地球上30億人口，倖存下來的人稱那天為審判日。
在2018年，约翰·康纳（克里斯蒂安·贝尔）领导一組小隊攻擊其中一个天网基地。约翰发现人类囚犯和有活體組織的新型終結者設計圖。豈料基地突然自爆，約翰成為基地核爆破壞後的唯一的倖存者。之後，馬可仕从基地底部的残骸中甦醒，憑著過去的記憶走向洛杉矶。
约翰回到反抗軍指揮潜艇，并把他的发现告诉Ashdown将军（迈克尔·艾恩赛德饰）。同时，反抗軍发现有一个訊號可使到天网機器的无线电失效。他们计划在4天後在旧金山发动攻势对抗天网基地，因為天网有计划的创造了一个“杀人名单” 。约翰是次要目标，而首要目标是無名小卒凱爾·瑞斯。Ashdown将军不明白凱爾的重要性，唯约翰知道凱爾最终会回到过去的时间，并成为他的父亲。约翰会见其妻凯特（布莱斯·达拉斯·霍华德）和副手巴恩斯後，以无线电向全世界的抵抗成员和幸存的平民广播，激勵士氣。
不明所以的馬可仕抵达已成废墟的洛杉矶後，遭受T-600終結者攻擊，後被自稱反抗軍一員的凱爾·瑞斯和名為Star的啞童所救。凱爾告訴馬可仕关于人类和天网之间的战争。在听到约翰的无线电广播後，三人決定出發尋找约翰，與正牌反抗軍會合。他们在一个加油站廢墟遇到一群躲藏其中的人，適逢天網攻击，多人遭擊斃，凱爾，Star連同其他人被俘。馬可仕試圖救人不成反而落水。
两架反抗軍的A-10雷霆二式攻擊機试图拦截天網運輸機時被击落。馬可仕找到其中一名及時逃生的飞行员布莱尔·威廉姆斯（穆恩·布拉得古德）。馬可仕企圖跟隨運輸機救人，但布萊爾認為這是自尋死路，說服他一同回到约翰所在基地尋求幫助。途中馬可仕打退想佔布萊爾便宜的匪徒，布萊爾感激在心。馬可仕在基地外圍被磁性地雷炸伤，反抗軍试图幫他治療時发现他是一个机械人，机械内骨骼之內是人類心臟和部分人工大脑皮质。馬可仕自认身为人类，但约翰认为馬可仕是天網派來杀死他的，於是下令摧毀他。然而，布莱尔帮助馬可仕逃生。追逐中，約翰誤中天網水棲機器人埋伏，馬可仕在危急關頭制服天网水栖机器人救了约翰一命。两人达成协议：馬可仕将以半人半機器的身份进入天网总部，并试图帮助约翰营救凯尔和其他被囚者。
约翰因天網總部滿是人類俘虜而促請Ashdown將軍延後攻击，但將軍拒绝並解除了约翰的職位。然而約翰的手下違抗將令，繼續接受约翰領導。約翰請求各部延後攻擊，直至他救出基地內的人類為止。馬可仕进入基地，將自己接上電腦，解除外围防御，让约翰可以潛入基地并释放被囚禁的人类。馬可仕发现自己是由天网所创建，用以引诱约翰進入基地；而所謂的關閉訊號實則另有用途，用以杀死约翰，实现天网没能完成的目标。指揮部潛艇開啟無线电信号以備攻擊，果然该訊號是个陷阱，被天网用於跟踪並摧毁反抗軍指揮部潛艇。
約翰找到凱爾後發出訊號下令隊員攻入天網總部，在發現工場內的終結者核燃料电池後打算把它們引爆，馬可仕拔除连接天网的硬件，并协助约翰對抗一个新出廠的T-800終結者，但其人類心臟遭受打擊而停止跳動。約翰現場自製起搏器救了馬可仕，但被T-800用鐵枝貫穿胸部而受重伤，馬可仕隨即將T-800打至身首異處，約翰利用遙控器成功引爆几个終結者核燃料电池，馬可仕、凯尔、和星摧毁了天网基地并存活。凯特试图拯救约翰的生命，但约翰的心脏已经严重损害。馬可仕提供自己的心脏进行移植，牺牲自己拯救约翰。之後，约翰認為看起来这场战斗已经赢了，但是实际上远未结束。
影片结尾出现了一段文字，纪念逝世一周年的视觉特效大师斯坦·温斯顿.

## 演員
- 克里斯汀·貝爾 飾 約翰·康納（John Connor）

在審判日核彈爆發摧毀多數人類的浩劫後，發動戰爭對抗天網成為人類反抗軍的領袖。
電影製作時，導演麥可吉認為貝爾是「世上最可靠的動作明星」。 麥可吉原欲貝爾飾演馬可仕，但演員－基於未曾明說的理由－更傾向於演出康納，該角色的性格在劇本編寫過程不斷擴張。 貝爾是名單上首位確認演出的演員，於2007年11月簽下合同。麥可吉至英國與貝爾概略對談關於康納角色時，貝爾正在拍攝《黑暗騎士》，雙方同意拍攝計畫。 貝爾雖然是《魔鬼終結者》系列的影迷，但對於參演起初並不感興趣，麥可吉稱故事將會著重於角色人性的描述，而非單單只是絢麗特效，以此說服他。 他們與沃辛頓持續地參予故事的討論。拍攝期間，麥可吉提到貝爾的手遭道具壓骨折。 貝爾每天花六到八小時，與麥可吉待在剪輯室並給予建議，直至影片完成。
- 山姆·沃辛頓 飾 馬可仕·萊特（Marcus Wright）

表面上看起來是一般人，實際卻被改造成半機械人的人類與終結者的混合型態。除大腦與心臟之外，身體的其他部位都是機械。 原本為死刑犯，在死刑執行之前將自己的身體簽給了公司的基因工程部門。
由於沃辛頓在《魔鬼終結者》原作者詹姆斯·卡麥隆的科幻動作片《阿凡達》中擔任主角，因此卡麥隆介紹沃辛頓給麥可吉來飾演這個角色。羅素·克洛也大力推薦沃辛頓，讓麥可吉比起現今年輕男演員，更堅決地採用他。 沃辛頓回想，卡麥隆告訴他：「新終結者將為這場戰爭帶來新局面」。 拍攝首周，就因意外而造成肋間肌撕裂，但他仍堅持親自上陣。 導演原先要由克里斯汀·貝爾扮演這個角色，但貝爾堅持演出約翰，並擴展角色的功能。丹尼爾·戴-劉易斯和喬許·布洛林都曾有意演出此角色。 布洛林與貝爾談過，且看了劇本的草案，發現「一些有趣和黑暗面，不過說到底，我不認為它適合我」。
- 安東·葉爾欽 飾 凱爾·瑞斯（Kyle Reese）

崇仰約翰·康納的年輕反抗軍。《魔鬼終結者》首集由麥可·賓恩所詮釋，他被時間傳送回1984年保護莎拉·康納，以確保人類的生存，並與她生下一子－約翰·康納。葉爾欽說，他想要詮釋的瑞斯比賓恩版本的更為軟弱，因為這是年輕時的凱爾·瑞斯。其間的差別在於瑞斯反抗心的強烈程度。他一直到加入反抗軍後，態度才轉為主動。葉欽試圖傳遞瑞斯對戰役的熱衷，重點在於呈現賓恩在原版電影中的演出。
- 布萊斯·達拉斯·霍華德 飾 凱特·康納（Kate Connor）

約翰·康納懷孕七個月的妻子。夏綠蒂·甘斯柏是最初預定人選，但由於與別部電影行程安排衝突。 如同克萊兒·丹妮絲在第三集中所詮釋，凱特·康納是一名獸醫，但在這部電影中，她現在是一名治療傷患的醫生。關於角色背景故事，霍華提到凱特在的審判日事件後，專研醫療書籍以及求助許多倖存的醫生。電影呈現的荒涼世界讓她想到發展中國家，受戰爭破壞並缺乏基本用品，如乾淨飲水，與目前我們生活在這沒有浩劫，以及機器人尚未統治地球的世界形成反差。因而對自我產生新的看法，為自己的未來作出更多選擇。 霍華還特別著重探討了凱特「習慣於恐懼和失落」，因為角色本身就是個「戰鬼」（military brat）。
- 穆恩·布拉得古德 飾 貝蕾爾·威廉斯（Blair Williams）

反抗軍組織中的攻擊機１飛行員。貝蕾爾持續在終結者系列續集存留下來，性格傾向強硬的女性角色，如莎拉·康納。在被天網的空中部隊擊落後，貝蕾爾在馬可仕的幫助下趕路，兩人快速成為戰場上的好友，與約翰·康納和反抗軍隊會合。她磨練多年的本能－荒野求生和無數的飛行作戰任務－令她信任馬可仕，儘管越來越懷疑這神秘陌生人的動機。 ；在劇情中，她對馬可仕顯然具有愛意。
- 朗尼·拉希德·林恩 飾 巴恩斯（Barnes）

反抗軍成員之一，約翰·康納的左右手及密友。
- 海倫娜·博納姆·卡特 飾 瑟琳娜·寇根博士 / 天網（Dr. Serena Kogan / Skynet）

審判日之前，瑟琳娜是位癌症末期，研發智能機械的科學家。說服馬可仕捐獻他的身體，用於「天使計畫」的研究，最後落入天網手中。蒂妲·絲雲頓是初期角色考慮人選，不過卡特在開拍前取而代之。她接演的主因是情人提姆·波頓，是位《魔鬼終結者》的影迷。寇根博士是一個「小而關鍵」的角色，而且只需要十天的拍攝。 2008年8月22日，由於她的家庭成員在南非發生車禍導致四人死亡，卡特拍攝延遲了一天 並獲無限期之假期。
- 麥可·艾朗賽 飾 General Hugh Ashdown

原美軍將軍，審判日後率領倖存部隊組成人類反抗軍，成為最高領袖。對年輕的約翰·康納抱持戒心並懷疑。
- 潔妲葛芮絲·貝利（英语：Jadagrace） 飾 絲塔（Star）

在審判日中生還的聰慧啞女。被凱爾·瑞斯於星光之下發現，因而命名Star。
- 羅蘭·奇金格（英语：Roland Kickinger） 飾 試作型T-800型終結者（Prototype Series 800 Terminator）

天網生產的第一位終結者，以人體組織構成的最新殺人武器。利用ADR（Automated Dialogue Replacement）和CGI掃描並複製阿諾·史瓦辛格1983年的臉部影像，再合成至澳洲健美選手羅蘭·奇金格的軀體上，他曾在2005年的自傳性電影《傳奇阿諾》扮演過阿諾，在本片中再次合演。 當問到關於角色，奇金格表示「以阿諾在第一集的終結者裡作為基礎。但那是20年前，而現在我所扮演的是終結者的創造起源」。波蘭運動選手馬力歐斯·普金納斯基也被列入人選當中。 試作型T-800終結者的外皮臉型是利用了電腦特效化妝，將羅蘭·奇金格在螢幕上的臉改成了阿諾·史瓦辛格的臉。假若史瓦辛格不同意讓他的臉孔在影片中出現，則T-800的臉部會在還來不及被看仔細前就被康納打爛。
- 布萊恩·史帝爾（英语：Brian Steele） 飾 T-600。具矽膠蒙皮的機器人。由於外表粗劣，僅能在遠處矇混為人類。其性能也不如T-800。

- 琳達·漢彌頓 為 莎拉·康納一角配音（未掛名）

## 音樂
2009年1月丹尼·艾夫曼開始製作電影的配樂。在這之前，麥可吉有意找來奧斯卡知名作曲古斯塔沃·桑陶拉利亞，討論到負責執行人類部分的主旋律，天網部分的主題曲則交給湯姆·約克或強尼·格林伍德。還找了漢斯·季默商談為本片作曲，但因行程無法播空製作。然而，導演與《魔鬼終結者》和《魔鬼終結者2》的作曲家巴德·費德爾開會討論，麥可吉仍是無意將費德爾所作的終結者主題曲再次帶進這部電影裡，但想要艾夫曼採用此旋律結合電子樂，呈現一種「華格納風格」。Reprise Records已於2009年5月19日發行電影原聲帶，裡頭含有15首音軌。歌手兼本片演員凡夫俗子亦對電影編寫歌曲表示興趣。
電影原聲帶
1. Opening
2. All Is Lost
3. Broadcast
4. The Harvester Returns
5. Fireside
6. No Plan
7. Reveal/ The Escape
8. Hydrobot Attack
9. Farewell
10. Marcus Enters Skynet
11. A Solution
12. Serena
13. Final Confrontation
14. Salvation
15. "Rooster（英语：Rooster (song)）" by 愛麗絲囚徒[34]

## 行銷

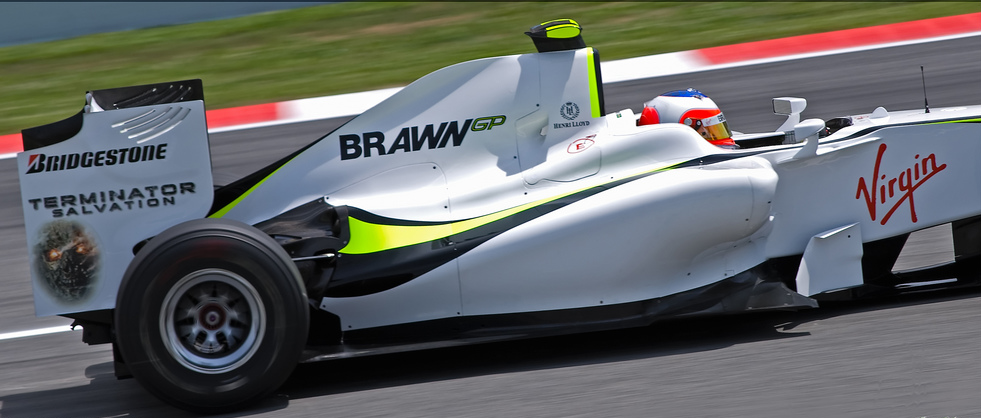
布朗BGP 001上印有《魔鬼終結者：未來救贖》的圖案

華納兄弟安排2009年5月14日在好萊塢洛杉磯的中國戲院舉行試映會，將在2009年5月21日美國上映。 而世界各地，新力影業大部分排定在六月上映。此外，由於墨西哥當地豬流感爆發，檔期也迫使延至2009年7月31日。
美國電影協會將本片評定為PG-13級，基於劇烈暴力科幻和動作場面，以及對白，不如以往的R級電影。 在同意刪去馬可仕用螺絲刀刺傷對手的一場戲後，協會才准許電影作下PG-13級的決定，麥可吉認為若只因為這場戲，而使得年輕的觀眾無法看到這部片是不公平的。他還刪除了蒙恩·布魯格的裸露畫面，提到「這是一場男女之間毫無遮掩的一場戲，就像凱莉·麥吉莉絲與哈里遜·福特在《證人》一樣。但在最後，這場戲卻感覺有種不求回報的性慾，我不想在這故事與人物間周旋。」 
此評級也如製片所預期，現今電影評級標準對於PG-13暴力等級也越來越寬容，像是《終極警探4》。
除了艾倫·丹·福斯特著作的電影小說外，將出版提摩西·桑所著的電影前傳小說「來自廢墟（From the Ashes）」。 美國漫畫公司IDW亦發行四集改編電影的前傳漫畫。 講述2017年康納召集反抗軍的過程，收納仍存活的人類，化解彼此的偏執一同對抗天網。

電影同名遊戲隨著影片上映發行，屬第三人稱射擊類型遊戲。克里斯汀·貝爾不會替遊戲角色配音，約翰·康納將改由傑迪恩·埃莫里配音。其他角色，凡夫俗子和蒙恩·布魯格分別地原音重現巴恩斯和貝蕾爾·威廉斯。 儘管沒有在電影中出場，蘿絲·麥高恩將為遊戲中的角色安潔·索特（Angie Salter）配音，曾是一位高中老師。 劇情時間設定在2016年，處於《魔鬼終結者3》和《魔鬼終結者：未來救贖》之間。
2009年西班牙大獎賽的一級方程式賽車隊伍布朗車隊，與新力影業合夥，且在車體印上《魔鬼終結者：未來救贖》的宣傳廣告。

## 票房
- 台灣票房方面，最終全台票房獲得1億2000萬元新台幣[47]。

## 評價
本片獲得多數影評人的負面評價。爛番茄根據276條評論，獲得33%的新鮮度，平均得分5.04／10。。在Metacritic上，電影獲得49分。

## 外部連結
- 互联网电影数据库（IMDb）上《魔鬼終結者：未來救贖》的资料（英文）
- AllMovie上《魔鬼終結者：未來救贖》的资料（英文）
- 爛番茄上《魔鬼終結者：未來救贖》的資料（英文）
- Box Office Mojo上《魔鬼終結者：未來救贖》的資料（英文）
- Metacritic上《魔鬼終結者：未來救贖》的資料（英文）
- 開眼電影網上《魔鬼終結者：未來救贖》的資料（繁體中文）
- Yahoo奇摩電影上《魔鬼終結者：未來救贖》的資料（繁體中文）
- 豆瓣电影上《魔鬼終結者：未來救贖》的資料 （简体中文）
- 时光网上《魔鬼終結者：未來救贖》的資料（简体中文）